# Justine Malle
Pour les articles homonymes, voir Malle.
Justine Malle est une réalisatrice française née à Clamart le 10 juin 1974.

## Biographie
Justine Malle a réalisé un premier long métrage, sorti en 2013, inspiré par la relation entretenue avec son père, Louis Malle, au cours des mois qui ont précédé la mort de ce dernier en 1995.
Elle est également productrice (Tupelo Films).
Sa mère est l'actrice Alexandra Stewart.

## Filmographie

### Courts métrages
- 2007 : Cet été-là
- 2008 : Surpris par le froid

### Long métrage
- 2013 : Jeunesse